# Atractus chthonius
Atractus chthonius — вид змій родини полозових (Colubridae). Ендемік Колумбії.

## Поширення і екологія
Atractus chthonius мешкають на східних схилах Центрального хребта Колумбійських Анд, в департаментах Каука і Уїла, зокрема в Національному парку Куева-де-лос-Гуачарос. Вони живуть у вологих гірських і хмарних тропічних лісах, на висоті від 1500 до 2500 м над рівнем моря.